# Amadeu González Ferreiros
Dom Amadeu González Ferreiros, O. de M. (Monforte de Lemos, 23 de julho de 1911 – Madri, 20 de março de 1995) foi um bispo católico espanhol.

## Carreira
Ocupou os cargos de primeiro bispo prelado da Diocese de São Raimundo Nonato, no Piauí, e bispo titular de Metras.
Dom Amadeu foi ordenado padre no dia 22 de dezembro de 1934. Recebeu a ordenação episcopal no dia 19 de maio de 1963, das mãos de dom Armando Lombardi, dom José Vázquez Díaz (O. de M.) e dom Edilberto Dinkelborg (OFM).
Foi o 1º bispo da Prelazia de São Raimundo Nonato. Renunciou ao munus episcopal no dia 28 de dezembro de 1967.